# Karen Wetterhahn
Karen Wetterhahn, née le 16 octobre 1948 à Plattsburgh (New York) et morte le 8 juin 1997 à Lyme (New Hampshire), est une chimiste américaine, célèbre pour les circonstances de son décès, dû à un produit chimique qu'elle manipulait.

## Biographie
Elle mène de nombreuses recherches sur les effets des métaux lourds sur la santé. En 1996, elle étudie les interactions entre les ions mercure et la réparation de l'ADN au laboratoire de chimie du Dartmouth College (États-Unis). Pour ce faire, elle utilise du diméthylmercure (Hg(CH3)2), une forme de méthylmercure, comme référence pour des mesures de résonance magnétique nucléaire.
Malgré le respect des règles de sécurité admises jusqu'alors (port de gants, de lunettes de sécurité, travail sous la hotte, etc.), un accident a lieu. D'après ses cahiers de laboratoire, on date cet accident du 14 août 1996. Quelques gouttes de diméthylmercure traversent son gant de latex, et pénètrent sa peau, en moins de 15 secondes.
Les premiers symptômes de cette intoxication apparaissent au début du mois de janvier 1997 : baisse du champ de vision, difficulté à parler... L'intoxication est finalement diagnostiquée le 28 janvier avec 4 mg de mercure par litre de sang.
Karen Wetterhahn meurt le 8 juin 1997 à l'âge de 48 ans.

## Analyse de l'intoxication mortelle
La concentration de diméthylmercure dans le sang observée habituellement est de 1 à 8 μg par litre. La toxicité est avérée au-delà de 200 μg par litre,.
Le diméthylmercure a montré ici une toxicité encore plus importante que celle qu'on lui supposait. Il est létal à la concentration de 5 mg.kg−1. C'est une des neurotoxines les plus puissantes connues. Il traverse sans problème la barrière hémato-encéphalique et tend à se concentrer au niveau du cerveau.
Cet accident a modifié le comportement des chimistes lors de la manipulation du diméthylmercure. De plus, la communauté chimiste souhaite remplacer le diméthylmercure comme étalon pour les mesures de RMN. Le tétraméthylsilane (TMS) est désormais employé à ce rôle.